# Doença hepática gordurosa não alcoólica
Doença hepática gordurosa não alcoólica (DHGNA) é uma inflamação gordurosa do fígado quando esta não é causada por consumo excessivo de álcool. Está relacionada à resistência à insulina e à síndrome metabólica, e pode responder aos tratamentos originalmente desenvolvidos para outros estados de resistência à insulina (por exemplo, a diabetes mellitus tipo 2), como a perda de peso, metformina e tiazolidinedionas. A esteatohepatite não-alcoólica (EENA, EHNA ou NASH) é a forma mais extrema da doença hepática gordurosa não alcoólica, que pode ser considerada com uma das principais causas de cirrose do fígado de causa desconhecida.